# 伏見健二
伏見 健二（ふしみ けんじ、1968年 - ）は、東京都出身の小説家、ゲームデザイナー、玩具プランナー。

## 来歴
武蔵野美術大学造形学部基礎デザイン学科卒業。
大学時代にゲームや玩具関係のいくらかの雑誌でライターとしてデビューする。デビュー後まもなくしてブルーフォレスト物語やギア・アンティークなどのテーブルトークRPGを矢継ぎ早に発表し、また小説家としても精力的な執筆活動を行うようになる。
美術大学出身ということもあってか、ゲームデザイナーとしてはレイアウトから箱の整形などのコンポーネント部分まで含めた「総合デザイン」を行うことにこだわっており、文章もイラストも編集も企画も全てのデザインをこなすことができる。このことからデビュー当時は若き才能として注目された。
団体としては冒険企画局に参加。また、F.E.A.R.社の設立メンバーの一人でもある。
1999年にF.E.A.R.社を退社。独立後は介護福祉士に転進した。そちらを本業としつつもアナログゲームの販売会社「グランペール」を立ち上げ現在でもゲームデザイナーとして活動中。
大学時代にイラストレーターの相沢美良や漫画家の外薗昌也と交流をもち、伏見のゲームには彼らが関わっているものも多い。特に相沢は大学の同期でもあり、後に伏見の妻となった。

## 主な作品

### テーブルトークRPG
- ブルーフォレスト物語
  - ブルーフォレスト物語 デザイナーズ・エディション
- ギア・アンティーク
  - ギア・アンティーク・ルネッサンス
- 聖珠伝説パールシード （藤浪智之と共著）
- アドバンスト・ウィザードリィRPG ルールブック
- モンスターメーカーRPGリザレクション
- ピークス・オブ・ファンタジー （Fuyuki名義）
- ドラゴンシェルRPG
- ラビットホール・ドロップス
- ラビットホール・ドロップスG

### 小説
- サイレンの哀歌が聞こえる
- ブルーフォレスト物語 南北朝争乱編 （全三巻）
- 叛逆の獣将 四肢神王 1
- 黒狼の御子 四肢神王 2
- 天運の聖姫 四肢神王 3
- 霊剣の盟王 四肢神王 4
- 運命の風（フォルトゥーナ・ウェントゥス）
- ウルティマアンダーワールド
- ウィザードリィ・サーガ（全三巻）
- 奇書三国志（全三巻）
- 六人の冒険者
- 蒼き森・失楽園
- Cアトラクティブ
- メビウスリンク
- セレファイス
- ロード・トゥ・セレファイス
- ハスタール
- レインボゥ・レイヤー 虹色の遷光
- リザレクション

### ウォーゲーム
- 八王子城攻城戦（ウォーゲーム日本史第15号）